# Tomentella fibrosa
Tomentella fibrosa är en svampart som först beskrevs av Berk. & M.A. Curtis, och fick sitt nu gällande namn av Kõljalg 1996. Tomentella fibrosa ingår i släktet Tomentella och familjen Thelephoraceae.  Arten är reproducerande i Sverige. Inga underarter finns listade i Catalogue of Life.